# Site archéologique de Cloverdale
Le site archéologique de Cloverdale (23BN2) est un site archéologique aux États-Unis, situé près de Saint Joseph, Missouri. Il est situé à l'embouchure d'une petite vallée qui débouche sur la rivière Missouri.

## Histoire et description
Il a été occupé par les peuples de la tradition culturelle de Kansas City Hopewell (vers 100 à 500 de notre ère), et plus tard par les peuples Steed-Kisker influencés par le Mississippien (vers 1200).
En raison des nombreuses pointes de projectiles de type Cahokia trouvées sur le site, on pense qu'il s'agissait d'un partenaire commercial ou d'un avant-poste de la tradition culturelle beaucoup plus étendue de Cahokia.

## Sources
- (en) Cet article est partiellement ou en totalité issu de l’article de Wikipédia en anglais intitulé « Cloverdale archaeological site » (voir la liste des auteurs).